# Perspectiefprojectie

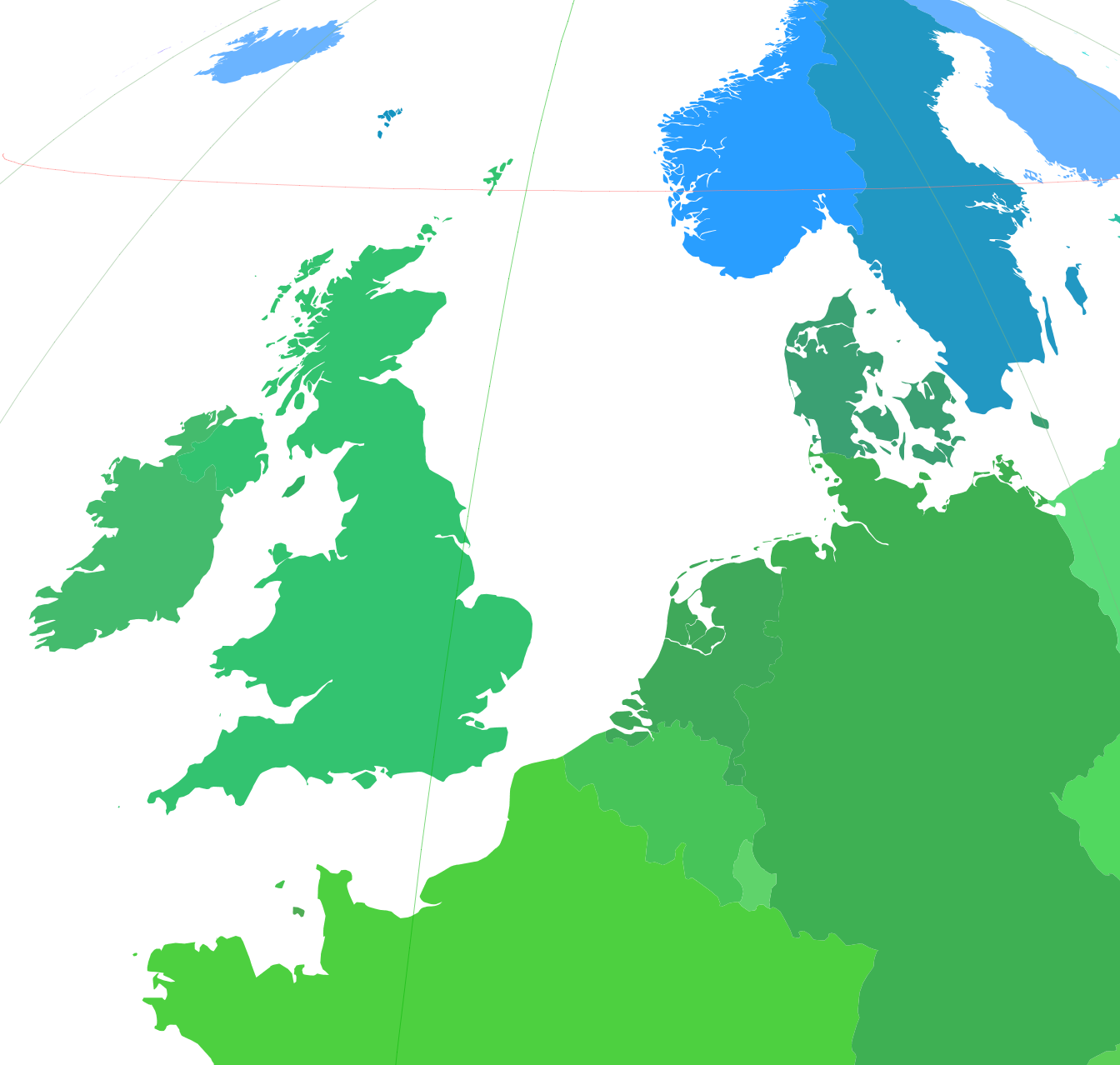
Scheve perspectiefprojectie van Nederland en omgeving (staatkundige kaart) vanuit een lage baan (700 km)

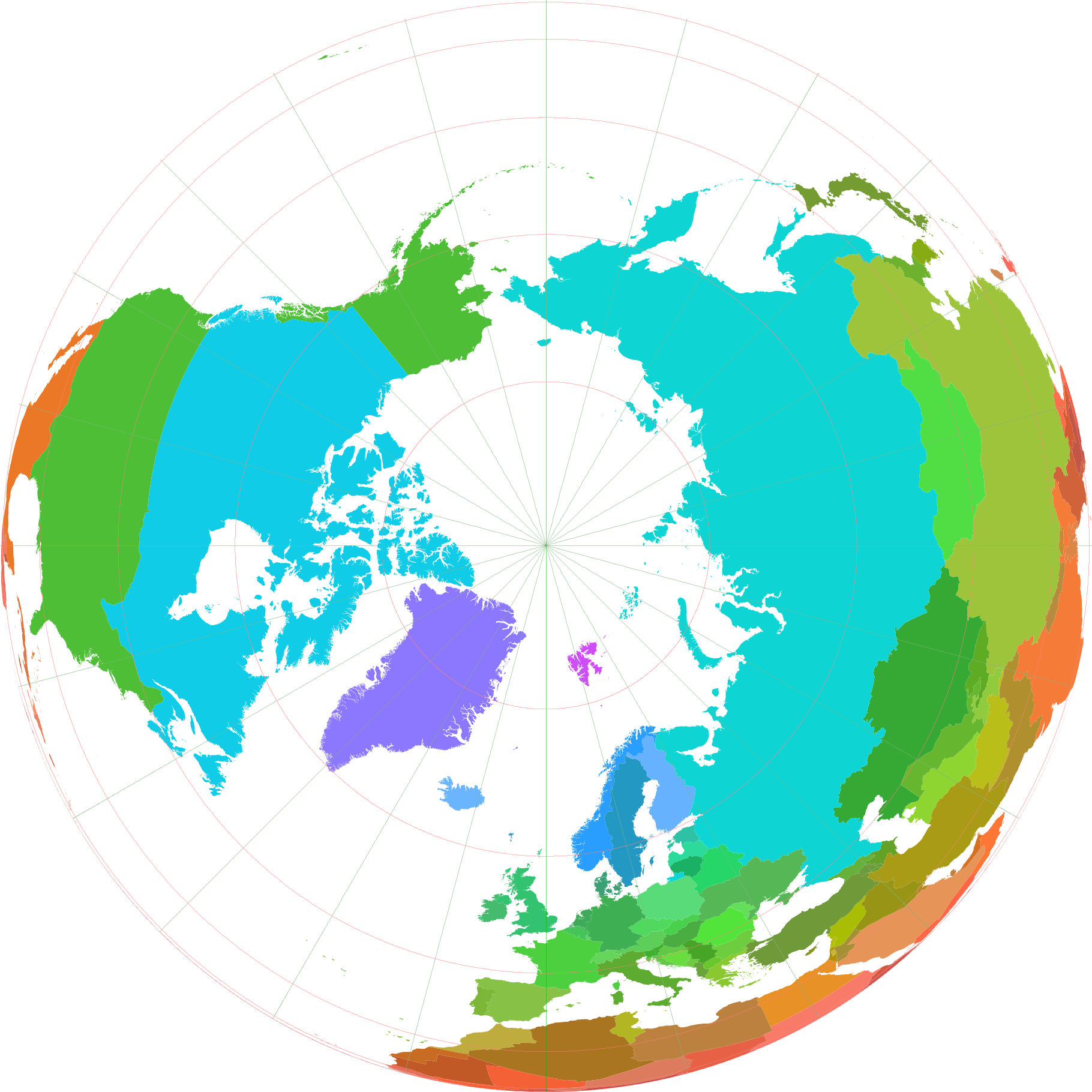
Perspectiefprojectie van de Noordpool en omgeving (staatkundige kaart) vanuit een hoge baan (35.786 km)

Een perspectiefprojectie of satellietprojectie ontstaat wanneer op enige afstand een afbeelding van de Aarde wordt gemaakt. Afwijkend van andere kaartprojecties is dat de oorsprong van de projectie niet op of in de bol ligt maar daarbuiten, en dat het dichtstbijzijnde deel van de bol wordt afgebeeld.
Met een perspectiefprojectie is altijd maar een deel van de bol af te beelden, maximaal de helft (bij grote afstand). Naarmate de afstand tot de bol kleiner wordt, beschrijft de horizon een steeds kleinere cirkel; het deel van de bol achter de horizon komt niet in beeld.